# Gabriela Warkentin
Gabriela Warkentin de la Mora (Ciudad de México, 25 de agosto de 1967) es una comunicadora, académica y periodista mexicana.

## Biografía
Gabriela Warkentin es licenciada en Comunicación por la Universidad Iberoamericana (UIA). Realizó estudios de posgrado en Literatura Comparada en la Universidad Nacional Autónoma de México (UNAM) y en Comunicación en la Universidad de Navarra, España.
A lo largo de su trayectoria, ha ocupado diversos roles en medios y el sector público y privado. En 2013, asumió la dirección de W Radio México, cargo que desempeñó hasta 2017. Desde septiembre de 2016, es titular del noticiario "Así las Cosas" en W Radio.
En el ámbito académico, fue directora del Departamento de Comunicación de la UIA y fundadora de la estación de radio Ibero 90.9, donde ejerció como directora hasta 2011. Ha sido docente en diversas instituciones, incluyendo la Maestría en Periodismo sobre Políticas Públicas en el Centro de Investigación y Docencia Económicas (CIDE).
Ha publicado artículos en diarios como El País, El Universal, La Crónica de Hoy y El Centro, así como en revistas como Letras Libres, Nexos y Rolling Stones México.
En 2013, fue reconocida como una de las 50 mujeres más importantes de México por la revista Forbes, y en 2017, como una de los 300 líderes de México según la revista Líderes. En 2018, fue moderadora del Tercer Debate Presidencial en México.

## Premios y reconocimientos
- En 2013, fue incluida entre las 50 mujeres más importantes de México por la revista Forbes.[8]
- En 2017, fue reconocida como una de los 300 líderes de México por la revista Líderes.[12]